# Bafoulabé (Kreis)

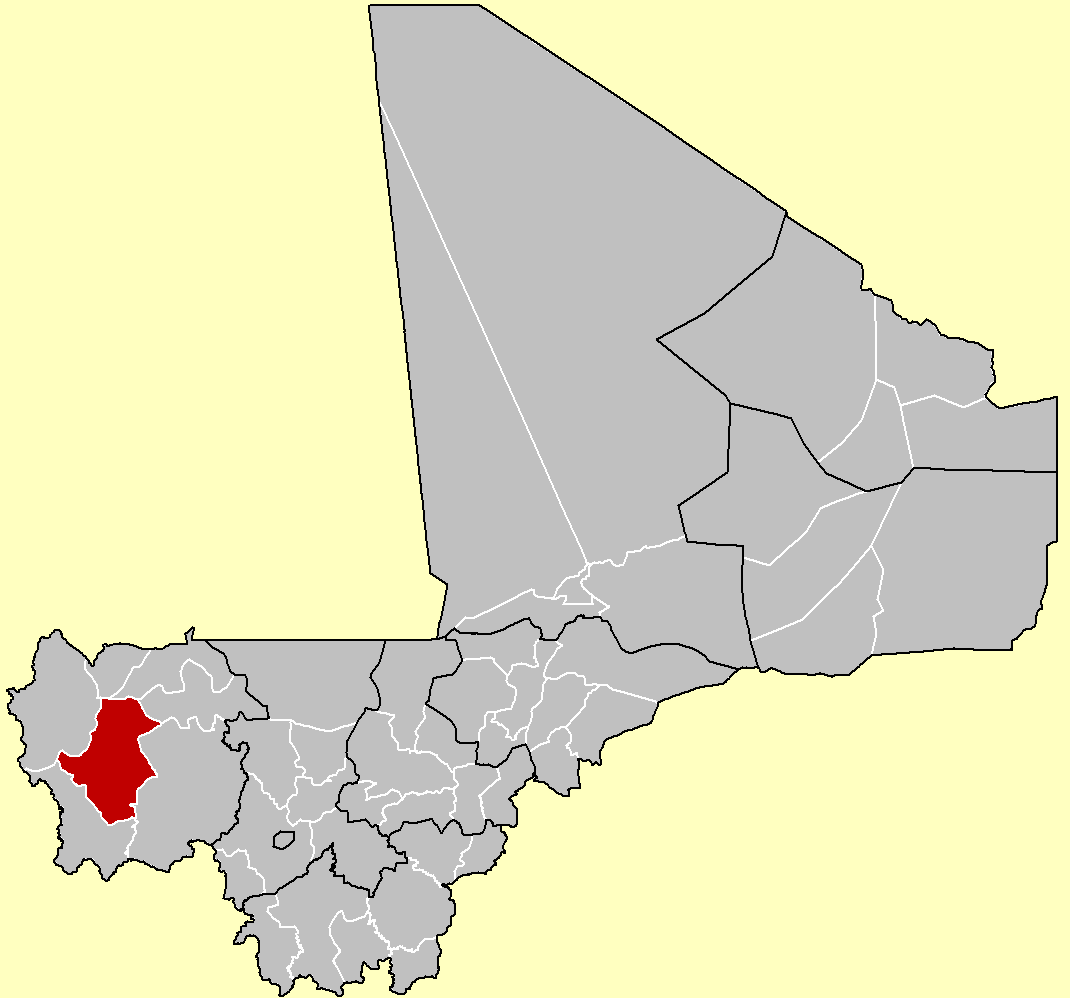
Kreis Bafoulabé

Bafoulabé ist der Name eines Kreises (französisch cercle de Bafoulabé) in der Region Kayes in Mali.
Der Kreis teilt sich in 13 Gemeinden, die Einwohnerzahl betrug beim Zensus 2009 233.926 Einwohner.
Gemeinden: Bafoulabé (Hauptort), Bamafélé, Diakon, Diallan, Diokéli, Goufan, Kontéla, Koundian, Mahina, Niambia, Oualia, Sidibéla, Tomora. 